# Scott J. Horowitz
Pour les articles homonymes, voir Horowitz.
Scott Jay Horowitz dit Doc est un astronaute américain né le 24 mars 1957.

## Vols réalisés
Il fut pilote des missions STS-75 (1996), STS-82 (1997) et STS-101 (2000).
Il fut commandant de la mission STS-105, visitant la station spatiale internationale pour un transfert d'équipage.